# William Henry Fry
William Henry Fry (Filadèlfia, Pennsilvània, 10 d'agost, de 1813 – Santa Croix, Illes Verges Britàniques. 21 de desembre, de 1864) fou un compositor i crític musical estatunidenc, pioner de la música clàssica estatunidenca.
El seu pare, William Fry, era una impressor destacat i, juntament amb Roberts Vaux i Robert Walsh, va publicar el Butlletí Nacional i el Registre Literari, un gran periòdic nord-americà en aquella època -editat per Robert Walsh de 1821 a 1836. William Henry tenia quatre germans -Joseph Reese, Edward Plunket, Charles, i Horace Fry. Va ser educat en el que avui és la Universitat de Mount Saint Mary a Emmitsburg, Maryland. Després de tornar a Filadèlfia per treballar pel seu pare, va estudiar composició amb Leopold Meignen, ex líder de la banda en l'exèrcit de Napoleó Bonaparte i director de música de l'orquestra de la Societat del Fons Musical. Eventualment es va convertir en secretari de la Societat del Fons Musical. Durant molts anys fou redactor musical del diari Tribune de Nova York.
Va compondre les òperes: 
- Leonora, estrenada a Filadèlfia el 1845.
- Notre Dame de París (1863).

Els poemes simfònics Santa Claus, The Breaking heart, Childe Harold i A day the country; un Stabat Mater, cantates i melodies.